# Castello di Cengles
Il castello di Cengles (in tedesco Burg Tschenglsberg) è un castello medievale che si trova sopra l'omonima frazione del comune di Lasa in Alto Adige.

## Storia
Il castello fu costruito dai Cavalieri di Cengles, che vengono nominati per la prima volta in documenti scritti nel 1193 che nominano un Hezilo de Scenglis e si estinsero nel 1421. In seguito il castello passò ai Lebenberg, ai Fuchs e ai Lichtenstein. Questi ultimi, considerandolo scomodo, lo abbandonarono e si spostarono nel castelletto di Cengles, più vicino al paese.
Nel 1809, per nove mesi, vi si nascose il padre cappuccino Haspinger, sostenitore della causa tirolese nell'insurrezione del Tirolo e in fuga dopo la sconfitta nella battaglia del Bergisel.
Oggi è di proprietà del principe Von Rachewitz, a cui appartiene anche castel Fontana.

## Descrizione
Nonostante sia in rovina e abbandonato, il castello ha ancora un aspetto imponente. È composto da un mastio rotondo di circa una ventina di metri di altezza con un porta d'entrata a qualche metro dal suolo. La torre è circondata da mura alte una decina di metri. Il castello è stato sempre usato per fini bellici e quindi non presenta palazzi o edifici residenziali.
È raggiungibile dalla frazione di Cengles in circa un'ora di cammino.